# 11201 Таліх
11201 Таліх (11201 Talich) — астероїд головного поясу, відкритий 13 березня 1999 року.
Тіссеранів параметр щодо Юпітера — 3,306.
Названо на честь Вацлава Таліха (чеськ. Václav Talich; 1883-1961) — відомого чеського диригента, скрипаля і педагога.